# الدوري الهندوراسي الدرجة الأولى لكرة القدم
الدوري الهندوراسي لكرة القدم الدرجة الأولى (بالإسبانية: Liga Nacional de Fútbol Profesional de Honduras) وهي أكبر وأقوى دوري كرة قدم في هندوراس وهو من الدوريات التي تنقسم إلى مرحلتين مرحلة الخريف ومرحلة الربيع والمراكز الأربعة الأولى في هذا الدوري تتأهل إلى مرحلة التصفيات في دوري أبطال الكونكاكاف.